# Diocesi di Juigalpa
La diocesi di Juigalpa (in latino: Dioecesis Iuigalpensis) è una sede della Chiesa cattolica in Nicaragua suffraganea dell'arcidiocesi di Managua. Nel 2021 contava 313.586 battezzati su 377.347 abitanti. È retta dal vescovo Marcial Humberto Guzmán Saballos.

## Territorio
La diocesi comprende i dipartimenti di Chontales e Río San Juan nella parte centro-meridionale del Nicaragua.
Sede vescovile è la città di Juigalpa, dove si trova la cattedrale dell'Assunzione di Maria Vergine (Nuestra Señora de la Asunción).
Il territorio si estende su una superficie di 14.022 km² ed è suddiviso in 29 parrocchie.

## Storia
La prelatura territoriale di Juigalpa è stata eretta il 21 luglio 1962 con la bolla Christi voluntas di papa Giovanni XXIII, ricavandone il territorio dalla diocesi di Granada.
Il 30 aprile 1991 è stata elevata a diocesi con la bolla Dilectis sane di papa Giovanni Paolo II.

## Cronotassi dei vescovi
Si omettono i periodi di sede vacante non superiori ai 2 anni o non storicamente accertati.
- Julián Luis Barni Spotti, O.F.M. † (14 agosto 1962 - 22 giugno 1970 nominato vescovo di Matagalpa)
- Pablo Antonio Vega Mantilla † (16 novembre 1970 - 29 ottobre 1993 dimesso)
- Bernardo Hombach Lütkermeier (28 febbraio 1995 - 15 dicembre 2003 nominato vescovo di Granada)
- René Sócrates Sándigo Jirón (28 ottobre 2004 - 29 giugno 2019 nominato vescovo di León en Nicaragua)
- Marcial Humberto Guzmán Saballos, dal 24 settembre 2020

## Statistiche
La diocesi nel 2021 su una popolazione di 377.347 persone contava 313.586 battezzati, corrispondenti all'83,1% del totale.
| anno | popolazione | popolazione | popolazione | presbiteri | presbiteri | presbiteri | presbiteri                | diaconi | religiosi | religiosi | parrocchie |
| anno | battezzati  | totale      | %           | numero     | secolari   | regolari   | battezzati per presbitero | diaconi | uomini    | donne     | parrocchie |
| ---- | ----------- | ----------- | ----------- | ---------- | ---------- | ---------- | ------------------------- | ------- | --------- | --------- | ---------- |
| 1965 | 91.066      | 96.066      | 94,8        | 12         | 6          | 6          | 7.588                     |         | 6         | 5         | 12         |
| 1970 | 92.000      | 98.723      | 93,2        | 6          | 6          |            | 15.333                    |         |           | 5         | 13         |
| 1976 | 110.000     | 121.665     | 90,4        | 10         | 6          | 4          | 11.000                    |         | 4         | 4         | 10         |
| 1977 | 103.290     | 105.470     | 97,9        | 13         | 6          | 7          | 7.945                     |         | 8         | 4         | 11         |
| 1987 | 139.800     | 156.000     | 89,6        | 17         | 10         | 7          | 8.223                     |         | 7         | 4         | 10         |
| 1999 | 199.804     | 279.344     | 71,5        | 21         | 13         | 8          | 9.514                     |         | 8         | 28        | 16         |
| 2000 | 105.809     | 299.344     | 35,3        | 21         | 13         | 8          | 5.038                     |         | 8         | 28        | 16         |
| 2001 | 119.170     | 246.683     | 48,3        | 21         | 13         | 8          | 5.674                     |         | 8         | 28        | 16         |
| 2002 | 121.553     | 259.017     | 46,9        | 16         | 8          | 8          | 7.597                     |         | 8         | 39        | 16         |
| 2003 | 131.000     | 271.968     | 48,2        | 24         | 16         | 8          | 5.458                     |         | 8         | 38        | 16         |
| 2004 | 230.248     | 277.405     | 83,0        | 21         | 15         | 6          | 10.964                    |         | 7         | 38        | 16         |
| 2006 | 263.000     | 314.000     | 83,8        | 24         | 17         | 7          | 10.958                    |         | 7         | 38        | 16         |
| 2013 | 285.788     | 348.523     | 82,0        | 27         | 18         | 9          | 10.584                    |         | 19        | 45        | 23         |
| 2016 | 320.782     | 400.977     | 80,0        | 28         | 21         | 7          | 11.456                    | 3       | 12        | 41        | 27         |
| 2019 | 319.700     | 390.770     | 81,8        | 33         | 26         | 7          | 9.687                     | 2       | 9         | 42        | 29         |
| 2021 | 313.586     | 377.347     | 83,1        | 35         | 26         | 9          | 8.959                     | 2       | 9         | 34        | 29         |